# Arcidiecéze marseillská
Arcidiecéze marseillská (lat. Archidioecesis Massiliensis, franc. Archidiocèse de Marseille) je starobylá francouzská římskokatolická arcidiecéze, založená v průběhu 1. století. Na arcidiecézi byla povýšena ve 31. ledna 1948. Leží na území arrondissementu Marseille, jehož hranice přesně kopíruje. Sídlo arcibiskupství i katedrála Sainte-Marie-Majeure de Marseille se nachází v Marseille. Arcidiecéze je hlavou marseillské církevní provincie.
Od 8. srpna 2019 je arcibiskupem-metropolitou Mons. Jean-Marc Aveline.

## Historie
Biskupství bylo v Marseille založeno v průběhu 1. století.
V důsledku konkordátu z roku 1801 bylo k 29. listopadu 1801 byla marseillská diecéze zrušena bulou Qui Christi Domini papež Pia VII., a její území bylo včleněno do arcidiecéze Aix; 6. října 1822 došlo k obnovení diecéze bulou Paternae charitatis.
Na nemetropolitní arcidiecézi, podřízenou přímo Svatému stolci, byla marseillská diecéze povýšena 31. ledna 1948 apoštolskou konstitucí Inter conspicuas papežem Piem XII. Na metropolitní arcidiecézi byla povýšena 8. prosince 2002 papežem Janem Pavlem II.